# Omocestus lecerfi
Omocestus lecerfi är en insektsart som beskrevs av Lucien Chopard 1937. Omocestus lecerfi ingår i släktet Omocestus och familjen gräshoppor. Inga underarter finns listade i Catalogue of Life.